# Habitat para a Humanidade
A  Habitat para a Humanidade (em inglês:  Habitat for Humanity) é uma organização não governamental (ONG) internacional de ajuda humanitária para a construção de habitações simples, dignas e acessíveis. Sua sede internacional é em Americus (Geórgia), Estados Unidos.

## História
As origens do Habitat for Humanity remontam ao estabelecimento do Fundo Humanidade pelo advogado Millard Fuller, sua esposa Linda, e teólogo batista e fazendeiro Clarence Jordan em 1968 em Fazenda Koinonia, uma comunidade intencional agrícola cristã transcultural em Sumter, Geórgia, nos Estados Unidos.  Graças ao fundo, foram construídas 42 casas em Koinonia para famílias pobres. Em 1973, os Fullers decidiram experimentar este conceito como parte de uma missão da Igreja Cristã (Discípulos de Cristo) a Mbandaka, na República Democrática do Congo. Após três anos de sucesso, os Fullers retornaram aos Estados Unidos e fundaram a Habitat for Humanity em 1976. 